# Maria de Cardona
Maria de Cardona (o Folch de Cardona) (Napoli, 1509 – Napoli, 9 marzo 1563) è stata una nobile italiana.

## Biografia
Nacque molto probabilmente a Napoli, dove risiedeva da tempo la sua famiglia, da Giovanni de Cardona e da Giovanna Villamarino.
Il casato Folch de Cardona (lo stemma conteneva tre cardi fioriti) era originario della Catalogna e si stabilizzò nel Regno di Napoli, dove i suoi rappresentanti esercitarono rilevanti cariche istituzionali e combatterono sempre in difesa della Monarchia Spagnola contro i Francesi che miravano tenacemente a riconquistare il suolo italico. In particolare, Ferdinando il Cattolico nel 1507 dispose di assegnare la Contea di Avellino ed il Marchesato di Padula ai fratelli Giovanni e Antonio de Cardona, che si erano distinti per importanti imprese militari nei primi anni del Cinquecento. A seguito della morte di costoro in battaglia, Maria de Cardona, divenuta intanto orfana anche della madre, ereditò i feudi aviti sotto la tutela del nonno Bernardo Villamarino e poi dello zio Pietro de Cardona: quest'ultimo, insieme alla raffinata moglie Susanna Gonzaga, seguì l'infanzia di Maria che in quegli anni frequentò anche la famiglia Sanseverino e, in particolare, Ferrante che sposò Isabella, l'altra figlia di Bernardo Villamarino.
Maria era bella, apparteneva ad un casato prestigioso e vasti erano i suoi possedimenti; pertanto, era una donna ricercata e, alla maniera dei tempi, fu promessa sposa al figlio di Antonio de Guevara, II conte di Potenza. Sennonché, dopo l'improvvisa morte di questi per le ferite riportate in un duello, fu combinato il matrimonio della nostra con il cugino Artale, figlio di Pietro de Cardona e di Susanna Gonzaga: sfortunatamente, questa unione non durò a lungo, perché Artale scomparve prematuramente nel 1536, senza lasciare eredi.
Nella successiva ricerca dell'ideale pretendente alla mano di Maria, intervenne ben presto uno sponsor d'eccezione: con quattro lettere sottoscritte personalmente con un confidenziale “Yo el Rey”, Carlo V propose alla nostra il matrimonio con Francesco d'Este, figlio legittimo del Duca di Ferrara Alfonso I e della moglie Lucrezia Borgia. Dopo una serie di trattative, le feste nuziali si svolsero nel 1540 nello scenario del Palazzo Sanseverino a Napoli, alla presenza del viceré Pietro de Toledo; e furono festeggiamenti nobiliari, come riportato da diversi cronisti; parimenti, fu incredibile la contentezza del popolo di Ferrara, e del duca, per quella unione, e si fecero di grandi feste in quella città
Un interessante fascio epistolare, conservato presso l'Archivio di Stato di Modena dettaglia il periodo successivo al matrimonio: composto da una settantina di lettere scritte da Maria al cognato Ercole II (erede del ducato di Ferrara), esso documenta gli anni dal 1538 al 1559, scandisce i rapporti con il casato di Ferrara, arricchisce il profilo biografico della nostra, confermando quelle doti di umanità, di bontà e di saggezza nel governare che furono lodate dai suoi cantori. Parimenti interessanti sono alcune lettere scritte dalla stessa da Medelana (residenza estiva degli estensi, in provincia di Ferrara) ed indirizzate alla comunità di Massa Lombarda (della quale era Marchese Francesco D'Este), conservate presso l'Archivio Storico del Comune di Massa Lombarda.
Il matrimonio con Francesco D'Este non fu sempre tranquillo e sereno: il Marchese aveva un carattere vivace ed irruente, sentiva ognora l'uzzolo delle armi, altalenava nelle alleanze politiche e militari mettendo a rischio i domini della consorte nel Regno di Napoli; e poi, aveva ormai occhi ed interessi solo per le figlie naturali Marfisa e Bradamante - l'unica figlia natagli da Maria, Isabella, era morta in fasce. Cosicché, la Marchesa si dedicò completamente al governo dei suoi possedimenti fino alla morte, sopraggiunta il 9 marzo 1563 a Napoli.

## Il governo dei feudi
Come anticipato, Maria de Cardona fu Contessa di Avellino e dimorò abitualmente nel castello irpino che, sotto la guida di una mecenate così colta e saggia, diventò una piccola corte dove letterati, poeti, musici e religiosi praticavano piacevoli conversazioni sui temi religiosi, sui fenomeni naturali, sulla maniera del parlare e del rimare, nel contesto culturale di un'epoca dominata dall'attenzione per la donna e caratterizzata da una fitta produzione lirica femminile. Nel governo della Contea la nostra si distinse per svariate iniziative: l'istituzione di una fiera annuale e l'apertura di ferriere, che intensificarono il commercio e diedero impulso all'economia locale; il contributo alla istituzione del Monastero dei Domenicani ed al restauro di altre chiese, la riorganizzazione amministrativa della città (con la creazione di un Ordine dei Deputati) ed il riordino edilizio.
La Signora fu pure Marchesa della Terra di Padula e dell'annesso Casale di Buonabitacolo (Terre del Principato Citra), Baronessa di Candida e Signora di Chiusano (Terre del Principato Ultra), nonché, per un periodo molto limitato, Duchessa di Bosa in Sardegna e feudataria delle Terre di San Mango, di Capaccio e di Altavilla Silentina.

## I cantori di Maria de Cardona
Per la sua singolare bellezza, la sua cultura e la sua passione civile, Maria fu lodata da molti poeti del suo tempo.
Giovanni Andrea Gesualdo le dedicò la sua opera principale Il Petrarcha con l'espositione di M. Gio. Andrea Gesualdo, e ne esaltò l'altezza d'animo, lo spirito liberale e la voce soave chiara angelica divina; Garcilaso de la Vega, rinomato poeta toledano, le indirizzò un sonetto e la definì décima moradora de Parnaso; Gutierre de Cetina, poeta sivigliano, le rivolse ugualmente un sonetto e la considerò degnissima di cetra e di corona; Luigi Tansillo la omaggiò con tre sonetti e la descrisse quale giovine bella di Cardona dai bei crin d'oro; Antonio Sebastiani Minturno le scrisse oltre quaranta epistole per esaltarne le humanissime e divinissime lettere, il dire ornato e le chiari belle dolci parole; Giano Anisio le consacrò un esteso encomio in latino e la celebrò sia come decima musa del Parnaso, che come quarta tra le sirene e le Grazie; Iacomo Beldando nell'opera Lo Specchio de le bellissime donne napoletane (Napoli, MDXXXVI) le riservò uno spazio per evidenziarne la bellezza e l'alto intelletto; Giovan Battista Di Pino nell'opera Il Trionfo di Carlo V, ne pose in rilievo il corpo perfetto; Marco Antonio Delli Falconi le destinò il suo Trattato sull'incendio di Pozzuoli; Mario di Leo la cantò con il poemetto L'Amor prigioniero, lodandola come la bella figlia di Latona; Ortensio Lando la esaltò in un Panegirico e ne ammirò quegli occhi lucenti, neri, lunghetti, vivaci e pieni di letizia, quel corpo leggiadro come Galatea, quella bontà singolare, quel cuore magnanimo, lo spirito pietosamente christiano; e l'agguagliò alla Selvaggia di Cino da Pistoia, alla Beatrice di Dante e alla Laura del Petrarca; Bernardo Tasso le scrisse per ricevere consigli sul suo Libro delle Lettere; Vincenzo Martelli ne coltivò una piccola corrispondenza. Oltre ai nominati laudatores, Maria de Cardona è citata in talune Storie della Letteratura Italiana, sia pure fugacemente per il fatto che, ancorché la nostra abbia scritto e verseggiato, nessuna sua opera è stata o risulta pubblicata.

## Una immagine di Maria de Cardona
Nel Museo di Capodimonte in Napoli (deposito farnesiano) trovasi una medaglia di bronzo che riporta sul fronte l'immagine di Maria con la scritta: MARIA.CARDONA.MARCH. PADULAE. Un'altra si trova nella collezione delle medaglie del Münzkabinett di Berlino, in precedenza posseduta dallo scienziato Karl Asmund Rudolphi, attribuita a Pastorino de Pastorini.

## Discendenza
Maria e Francesco ebbero un'unica figlia:
- Isabella (morta in fasce).[6]

## Ascendenza
|                                              |                                      |                                         | Genitori                                   |  |  | Nonni |  |  | Bisnonni         |  |  | Trisnonni          |  |
|                                              |                                      |                                         |                                            |  |  |       |  |  | Pietro I Cardona |  |  | Antonio de Cardona |  |
|                                              |                                      |                                         |                                            |  |  |       |  |  | Pietro I Cardona |  |  | Antonio de Cardona |  |
|                                              |                                      | Eleonora Manuel de Villena              |                                            |  |  |       |  |  | Pietro I Cardona |  |  |                    |  |
| Artale de Cardona                            |                                      |                                         |                                            |  |  |       |  |  | Pietro I Cardona |  |  |                    |  |
|                                              |                                      | Elvira Centelles Ventimiglia            | Gilabert de Centelles-Riu-sec i de Cabrera |  |  |       |  |  |                  |  |  |                    |  |
|                                              |                                      | Elvira Centelles Ventimiglia            | Gilabert de Centelles-Riu-sec i de Cabrera |  |  |       |  |  |                  |  |  |                    |  |
|                                              |                                      | Elvira Centelles Ventimiglia            | Constanza Ventimiglia                      |  |  |       |  |  |                  |  |  |                    |  |
| Giovanni de Cardona                          |                                      | Elvira Centelles Ventimiglia            |                                            |  |  |       |  |  |                  |  |  |                    |  |
|                                              |                                      | Antonio Ventimiglia Prades              | Giovanni I Ventimiglia                     |  |  |       |  |  |                  |  |  |                    |  |
|                                              |                                      | Antonio Ventimiglia Prades              | Giovanni I Ventimiglia                     |  |  |       |  |  |                  |  |  |                    |  |
|                                              |                                      | Antonio Ventimiglia Prades              | Agata Prades Moncada                       |  |  |       |  |  |                  |  |  |                    |  |
| Maria Ventimiglia                            |                                      | Antonio Ventimiglia Prades              |                                            |  |  |       |  |  |                  |  |  |                    |  |
|                                              |                                      | Margherita Chiaramonte                  | Tristano di Chiaromonte                    |  |  |       |  |  |                  |  |  |                    |  |
|                                              |                                      | Margherita Chiaramonte                  | Tristano di Chiaromonte                    |  |  |       |  |  |                  |  |  |                    |  |
|                                              |                                      | Margherita Chiaramonte                  | Caterina di Taranto                        |  |  |       |  |  |                  |  |  |                    |  |
| Maria de Cardona                             |                                      | Margherita Chiaramonte                  |                                            |  |  |       |  |  |                  |  |  |                    |  |
|                                              | Berenguer de Vilamarí i de Constança | …                                       |                                            |  |  |       |  |  |                  |  |  |                    |  |
|                                              | Berenguer de Vilamarí i de Constança | …                                       |                                            |  |  |       |  |  |                  |  |  |                    |  |
|                                              | Berenguer de Vilamarí i de Constança | …                                       |                                            |  |  |       |  |  |                  |  |  |                    |  |
| Bernardo Villamarino                         | Berenguer de Vilamarí i de Constança |                                         |                                            |  |  |       |  |  |                  |  |  |                    |  |
|                                              |                                      | …                                       | …                                          |  |  |       |  |  |                  |  |  |                    |  |
|                                              |                                      | …                                       | …                                          |  |  |       |  |  |                  |  |  |                    |  |
|                                              |                                      | …                                       | …                                          |  |  |       |  |  |                  |  |  |                    |  |
| Giovanna Villamarino                         |                                      | …                                       |                                            |  |  |       |  |  |                  |  |  |                    |  |
|                                              |                                      | Antoni de Cardona-Anglesola i Centelles | Ramon de Cardona-Anglesola i de Pinós      |  |  |       |  |  |                  |  |  |                    |  |
|                                              |                                      | Antoni de Cardona-Anglesola i Centelles | Ramon de Cardona-Anglesola i de Pinós      |  |  |       |  |  |                  |  |  |                    |  |
|                                              |                                      | Antoni de Cardona-Anglesola i Centelles | Caterina de Centelles Riu-sec i de Bellvis |  |  |       |  |  |                  |  |  |                    |  |
| Elisabet de Cardona-Anglesola i de Requesens |                                      | Antoni de Cardona-Anglesola i Centelles |                                            |  |  |       |  |  |                  |  |  |                    |  |
|                                              |                                      | Castellana de Requesens i Joan de Soler | Galceran de Requesens i de Santacoloma     |  |  |       |  |  |                  |  |  |                    |  |
|                                              |                                      | Castellana de Requesens i Joan de Soler | Galceran de Requesens i de Santacoloma     |  |  |       |  |  |                  |  |  |                    |  |
|                                              |                                      | Castellana de Requesens i Joan de Soler | Elisabet Joan de Soler                     |  |  |       |  |  |                  |  |  |                    |  |
|                                              |                                      | Castellana de Requesens i Joan de Soler |                                            |  |  |       |  |  |                  |  |  |                    |  |